# Eric Walsky
Eric Walsky (Anchorage, 30 settembre 1984) è un hockeista su ghiaccio statunitense con cittadinanza svizzera che gioca nel ruolo di ala destra, dalla stagione 2015-2016, nella Lega Nazionale A con il Lausanne HC.

## Statistiche
Statistiche aggiornate al 31 gennaio 2015.

### Club
| Stagione | Squadra                   | Stagione regolare | Stagione regolare | Stagione regolare | Stagione regolare | Stagione regolare | Stagione regolare | Playoff | Playoff | Playoff | Playoff | Playoff |
| Stagione | Squadra                   | Lega              | P                 | G                 | A                 | Pt                | PIM               | P       | G       | A       | Pt      | PIM     |
| -------- | ------------------------- | ----------------- | ----------------- | ----------------- | ----------------- | ----------------- | ----------------- | ------- | ------- | ------- | ------- | ------- |
| 2003-04  | River City Lancers        | USHL              | 45                | 9                 | 16                | 25                | 16                | 3       | 0       | 0       | 0       | 0       |
| 2004-05  | Univ. of Alaska-Anchorage | NCAA              | 16                | 3                 | 4                 | 7                 | 2                 |         |         |         |         |         |
| 2005-06  | Univ. of Alaska-Anchorage | NCAA              | 35                | 3                 | 12                | 15                | 14                |         |         |         |         |         |
| 2007-08  | Colorado College          | NCAA              | 41                | 12                | 8                 | 20                | 14                |         |         |         |         |         |
| 2008-09  | Colorado College          | NCAA              | 38                | 12                | 24                | 36                | 24                |         |         |         |         |         |
|          | Manitoba Moose            | AHL               | 5                 | 0                 | 2                 | 2                 | 0                 |         |         |         |         |         |
| 2009-10  | Manitoba Moose            | AHL               | 37                | 2                 | 9                 | 11                | 6                 |         |         |         |         |         |
|          | Victoria Salmon Kings     | ECHL              | 9                 | 1                 | 2                 | 3                 | 10                | 5       | 1       | 4       | 5       | 2       |
| 2010-11  | Genève-Servette           | NLA               | 47                | 10                | 13                | 23                | 16                | 6       | 5       | 5       | 10      | 2       |
| 2011-12  | Genève-Servette           | NLA               | 21                | 5                 | 7                 | 12                | 8                 |         |         |         |         |         |
| 2012-13  | Genève-Servette           | NLA               | 17                | 1                 | 7                 | 8                 | 2                 | 2       | 0       | 0       | 0       | 0       |
| 2013-14  | Lugano                    | NLA               | 39                | 6                 | 7                 | 13                | 14                | 5       | 0       | 0       | 0       | 2       |
| 2014-15  | Lugano                    | NLA               | 30                | 6                 | 8                 | 8                 |                   |         |         |         |         |         |